# Bleeding Love
"Bleeding Love" là một bài hát của nghệ sĩ thu âm Anh quốc Leona Lewis nằm trong album phòng thu đầu tay của cô, Spirit (2007). Nó được phát hành vào ngày 19 tháng 10 năm 2007 bởi Syco Music và J Records như là đĩa đơn thứ hai trích từ album, đồng thời là đĩa đơn nguyên bản đầu tiên trong sự nghiệp của Lewis. Bài hát được viết lời Jesse McCartney và Ryan Tedder, trong khi phần sản xuất được đảm nhiệm bởi Tedder. Ban đầu, "Bleeding Love" dự định sẽ được đưa vào album phòng thu thứ ba của McCartney, Departure (2008), nhưng hãng đĩa của nam ca sĩ đã từ chối nó, trước khi được gửi đến chủ tịch của Syco là Simon Cowell, người đã quyết định để Lewis thể hiện. Bài hát là sự kết hợp giữa Pop và R&B mang nội dung đề cập đến một cô gái mù quáng trong tình yêu, và mặc dù đã được bạn bè xung quanh ngăn cản và thực tế rằng cô cũng chịu nhiều tổn thương, nhưng cô vẫn chấp nhận nỗi đau và tiếp tục yêu.
Sau khi phát hành, "Bleeding Love" nhận được những phản ứng tích cực từ các nhà phê bình âm nhạc, trong đó họ đánh giá cao giai điệu đẹp cũng như chất giọng của Lewis, đồng thời so sánh nó với những tác phẩm của Mariah Carey. Bài hát còn gặt hái nhiều giải thưởng và đề cử tại những lễ trao giải quan trọng, bao gồm chiến thắng giải The Record of the Year năm 2007 và đề cử giải Brit năm 2008 cho Đĩa đơn Anh quốc của năm, cũng như hai đề cử giải Grammy ở hạng mục Thu âm của năm và Trình diễn giọng pop nữ xuất sắc nhất tại lễ trao giải thường niên lần thứ 51. "Bleeding Love" cũng tiếp nhận những thành công ngoài sức tưởng tượng về mặt thương mại, đứng đầu các bảng xếp hạng ở 35 quốc gia, bao gồm nhiều thị trường lớn như Úc, Áo, Canada, Pháp, Đức, Ireland, Nhật Bản, Hà Lan, New Zealand, Na Uy, Thụy Sĩ và Vương quốc Anh, nơi nó trở thành đĩa đơn bán chạy nhất năm 2007 tại đây. Tại Hoa Kỳ, nó đạt vị trí số một trên bảng xếp hạng Billboard Hot 100 trong bốn tuần không liên tiếp, trở thành đĩa đơn quán quân đầu tiên của Lewis và cũng là duy nhất của cô lọt vào top 10 tại đây. Tính đến nay, nó đã bán được 7.7 triệu bản trên toàn cầu, và là một trong những đĩa đơn bán chạy nhất mọi thời đại.
Hai video ca nhạc khác nhau đã được thực hiện cho "Bleeding Love". Video đầu tiên được đạo diễn bởi Melina Matsoukas với bối cảnh ở một căn hộ và khắc họa câu truyện của sáu cặp tình nhân trong những giai đoạn khác nhau của mối quan hệ tình cảm, trong khi phiên bản thứ hai cho thị trường Hoa Kỳ do Jessy Terrero làm đạo diễn với nội dung liên quan đến việc Lewis tranh luận với bạn trai của cô, xen kẽ với những hình ảnh cô hát trên nhiều bối cảnh khác nhau ở Thành phố New York. Hai video đã liên tục nhận được nhiều lượt yêu cầu phát sóng trên những kênh truyền hình âm nhạc như MTV và VH1, trong đó phiên bản đầu tiên đã nhận được một đề cử tại giải Video âm nhạc của MTV năm 2008 cho Video Anh quốc xuất sắc nhất. Để quảng bá bài hát, Lewis đã trình diễn "Bleeding Love" trên nhiều chương trình truyền hình và lễ trao giải lớn, bao gồm The X Factor, The Oprah Winfrey Show, Good Morning America, Wetten, dass..? và American Idol, cũng như trong tất cả những chuyến lưu diễn của cô. Được ghi nhận là bài hát trứ danh trong sự nghiệp của Lewis, "Bleeding Love" đã được hát lại bởi nhiều nghệ sĩ, như Alex & Sierra, Ariana Grande, Boyce Avenue, Taylor Swift và chính tác giả của nó Jesse McCartney, cũng như xuất hiện trên nhiều tác phẩm điện ảnh và truyền hình, như Arrow, No Strings Attached và True Blood.

## Danh sách bài hát
| Đĩa CD tại châu Âu 1. "Bleeding Love" — 4:22 2. "You Bring Me Down" — 3:54 Đĩa CD tại Anh quốc 1. "Bleeding Love" (bản album) – 4:22 2. "Forgiveness" – 4:21 | Đĩa CD maxi tại châu Âu 1. "Bleeding Love" (bản album) – 4:22 2. "Forgiveness" – 4:26 3. "A Moment Like This" – 4:17 4. "Bleeding Love" (video ca nhạc) - 4:22 Đĩa CD tại Hoa Kỳ 1. "Bleeding Love" (bản album) – 4:22 |

## Xếp hạng
| Bảng xếp hạng (2007-08)                  | Vị trí cao nhất |
| ---------------------------------------- | --------------- |
| Úc (ARIA)                                | 1               |
| Áo (Ö3 Austria Top 40)                   | 1               |
| Bỉ (Ultratop 50 Flanders)                | 1               |
| Bỉ (Ultratop 50 Wallonia)                | 4               |
| Brazil (ABPD)                            | 1               |
| Canada (Canadian Hot 100)                | 1               |
| Canada AC (Billboard)                    | 1               |
| Canada CHR/Top 40 (Billboard)            | 2               |
| Canada Hot AC (Billboard)                | 1               |
| Đan Mạch (Tracklisten)                   | 2               |
| Châu Âu (European Hot 100 Singles)       | 1               |
| Phần Lan (Suomen virallinen lista)       | 2               |
| Pháp (SNEP)                              | 1               |
| Đức (GfK)                                | 1               |
| Hungary (Rádiós Top 40)                  | 1               |
| Ireland (IRMA)                           | 1               |
| Ý (FIMI)                                 | 2               |
| Nhật Bản (Japan Hot 100)                 | 1               |
| Hà Lan (Dutch Top 40)                    | 1               |
| Hà Lan (Single Top 100)                  | 1               |
| New Zealand (Recorded Music NZ)          | 1               |
| Na Uy (VG-lista)                         | 1               |
| Ba Lan (Airplay Chart)                   | 1               |
| Scotland (OCC)                           | 1               |
| Slovakia (Rádio Top 100)                 | 1               |
| Thụy Điển (Sverigetopplistan)            | 2               |
| Thụy Sĩ (Schweizer Hitparade)            | 1               |
| Anh Quốc (OCC)                           | 1               |
| Hoa Kỳ Billboard Hot 100                 | 1               |
| Hoa Kỳ Adult Pop Airplay (Billboard)     | 1               |
| Hoa Kỳ Adult Contemporary (Billboard)    | 1               |
| Hoa Kỳ Dance Club Songs (Billboard)      | 11              |
| Hoa Kỳ Hot R&B/Hip-Hop Songs (Billboard) | 74              |
| Hoa Kỳ Pop Airplay (Billboard)           | 1               |
| Bảng xếp hạng (2009)                     | Vị trí cao nhất |
| Tây Ban Nha (PROMUSICAE)                 | 38              |

| Bảng xếp hạng (2007)                 | Vị trí |
| ------------------------------------ | ------ |
| Europe (European Hot 100 Singles)    | 81     |
| Ireland (IRMA)                       | 1      |
| UK Singles (Official Charts Company) | 1      |
| Bảng xếp hạng (2008)                 | Vị trí |
| Australia (ARIA)                     | 4      |
| Austria (Ö3 Austria Top 75)          | 3      |
| Belgium (Ultratop 50 Flanders)       | 2      |
| Belgium (Ultratop 40 Wallonia)       | 22     |
| Canada (Canadian Hot 100)            | 2      |
| Europe (European Hot 100 Singles)    | 3      |
| Finland (Suomen virallinen lista)    | 8      |
| France (SNEP)                        | 42     |
| Germany (Official German Charts)     | 2      |
| Hungary (Rádiós Top 40)              | 10     |
| Italy (FIMI)                         | 4      |
| Japan (Japan Hot 100)                | 8      |
| Netherlands (Dutch Top 40)           | 7      |
| Netherlands (Single Top 100)         | 12     |
| New Zealand (Recorded Music NZ)      | 8      |
| Norway (VG-lista)                    | 11     |
| Spain (PROMUSICAE)                   | 40     |
| Sweden (Sverigetopplistan)           | 23     |
| Switzerland (Schweizer Hitparade)    | 2      |
| UK Singles (Official Charts Company) | 76     |
| US Billboard Hot 100                 | 1      |
| US Adult Contemporary (Billboard)    | 4      |
| US Adult Top 40 (Billboard)          | 6      |
| US Pop Songs (Billboard)             | 3      |

| Bảng xếp hạng (2000-09)              | Vị trí |
| ------------------------------------ | ------ |
| Australia (ARIA)                     | 23     |
| Germany (Official German Charts)     | 18     |
| Netherlands (Dutch Top 40)           | 46     |
| UK Singles (Official Charts Company) | 11     |
| US Billboard Hot 100                 | 17     |
| US Adult Contemporary (Billboard)    | 31     |
| US Pop Songs (Billboard)             | 11     |

| Bảng xếp hạng                        | Vị trí |
| ------------------------------------ | ------ |
| UK Singles (Official Charts Company) | 146    |
| US Billboard Hot 100                 | 129    |
| US Billboard Hot 100 (Women)         | 40     |
| US Pop Songs (Billboard)             | 79     |

## Chứng nhận
| Quốc gia | Chứng nhận  | Số đơn vị/doanh số chứng nhận |
| --- | ----------- | ----------------------------- |
| Úc (ARIA) | 2× Bạch kim | 140.000^                      |
| Áo (IFPI Áo) | Vàng        | 15.000*                       |
| Bỉ (BEA) | Vàng        | 10,000*                       |
| Canada (Music Canada) Nhạc số | Bạch kim    | 40.000*                       |
| Canada (Music Canada) Nhạc chuông | Vàng        | 5.000^                        |
| Đan Mạch (IFPI Đan Mạch) | 2× Bạch kim | 40,000^                       |
| Đức (BVMI) | Bạch kim    | 500.000^                      |
| New Zealand (RMNZ) | 2× Bạch kim | 30,000*                       |
| Tây Ban Nha (PROMUSICAE) | Bạch kim    | 50.000*                       |
| Thụy Điển (GLF) | 2× Bạch kim | 80,000^                       |
| Anh Quốc (BPI) | 2× Bạch kim | 1,274,229                     |
| Hoa Kỳ (RIAA) | Bạch kim    | 4,700,000                     |
| * Chứng nhận dựa theo doanh số tiêu thụ. ^ Chứng nhận dựa theo doanh số nhập hàng. ‡ Chứng nhận dựa theo doanh số tiêu thụ và phát trực tuyến. |             |                               |